# Maxwell Perkins
William Maxwell Evarts ("Max") Perkins (20 septembre 1884 – 17 juin 1947) a travaillé 36 ans aux Éditions Scribner et a été le découvreur et l'éditeur de (entre autres) Ernest Hemingway, F. Scott Fitzgerald et Thomas Wolfe. On a dit de lui qu'« il est le seul literary editor dont les étudiants en littérature américaine (et la plupart de leurs professeurs) aient entendu parler ».

## Biographie

### Jeunesse
Descendant des Puritains John Davenport et Theophilus Eaton - et de Roger Sherman, signataire de la Déclaration d'Indépendance, Max Perkins nait le 20 septembre 1884 à New York, grandit à Plainfield (New Jersey), suit les cours de l'école  St. Paul's School à Concord (New Hampshire) et sort de Harvard College en 1907. Max Perkins est excellent en économie, mais un de ses professeurs, Charles Townsend Copeland, lui donne le goût de la littérature.

### Carrière
Max Perkins travaille comme reporter pour The New York Times, puis entre dans la vénérable maison d'édition Charles Scribner's Sons en 1910. 
Au début du XXe siècle, Scribner's publiait d'habitude des auteurs comme John Galsworthy, Henry James et Edith Wharton. Max Perkins, lui, désire publier des auteurs plus jeunes et il se met à la recherche de jeunes auteurs au talent prometteur. 
Sa première découverte, en 1919, est un manuscrit de F. Scott Fitzgerald. Mais chez Scribner, il est le seul à aimer le livre de Scott, qui porte le titre provisoire de The Romantic Egotist. Max Perkins doit inciter Scott à ré-écrire presque entièrement l'œuvre, et le manuscrit finit par emporter l'adhésion de ses collègues. Il parait sous le titre This Side of Paradise (L'Envers du paradis) en 1920 et marque la naissance d'une nouvelle génération d'auteurs, qui devra beaucoup à Max Perkins. 
La faiblesse de caractère, l'instabilité et l'alcoolisme de Scott Fitzgerald étaient les ennemis de son art, et Max Perkins fut celui qui aida Scott à écrire et qui resta son ami jusqu'à la fin de sa courte vie : il lui avançait de l'argent, lui octroyait des prêts à titre amical, et l'encourageait. C'est à Max Perkins que l'on doit aussi The Great Gatsby (Gatsby le Magnifique, 1925) , un chef-d'œuvre qui sans lui serait resté inabouti.
C'est par Scott Fitzgerald que Max Perkins a connu Ernest Hemingway : Scott lui a signalé en 1924 "un jeune Américain qui vit à Paris et qui écrit dans la Transatlantic Review". Perkins publie le 1er grand roman d'Hemingway, The Sun Also Rises (Le soleil se lève aussi) en 1926. C'était un livre osé pour l'époque et Max Perkins dut le défendre contre ses collègues plus traditionalistes, qui le trouvaient grossier. Mais le grand succès que connut (en 1929) le roman suivant d'Hemingway (A Farewell to Arms, L'Adieu aux armes) se plaça en tête de la liste des best-sellers) créa une fois pour toutes la réputation de talents scout (découvreur de talents) de Perkins.
Thomas Wolfe posa à Perkins un problème particulier : Wolfe (dont le talent et l'auto-discipline étaient inversement proportionnels) écrivait sans retenue et Perkins avait beaucoup de mal à inciter Wolfe à la concision. Il dut batailler ferme avec Wolfe pour lui faire retrancher 90 000 mots de son premier roman, Look Homeward, Angel (1929). Pour le second roman, Of Time and the River (1935), Perkins lutta pendant deux ans contre la prolixité de Wolfe et finit par l'emporter . Wolfe, d'abord reconnaissant à Max Perkins de son action, finit par lui en vouloir (il pensait à tort que le public attribuait ses livres à Perkins autant qu'à lui-même) et il quitta Scribner's. Perkins resta cependant l'ami de Wolfe et fut son exécuteur testamentaire quand Wolfe mourut en 1938.
En plus de ces trois grands auteurs, Max Perkins découvrit d'autres talents : non seulement John P. Marquand (1893-1960) et Erskine Caldwell, mais aussi Marjorie Kinnan Rawlings, dont le livre Jody et le faon (The Yearling, 1938) doit beaucoup aux suggestions de Perkins et gagna le Prix Pulitzer. Perkins avait aussi rendu confiance à Ring Lardner, et c'est grâce à lui que parut le How To Write Short Stories (1924) de Lardner. Il édita aussi Sherwood Anderson, Zelda Fitzgerald, Taylor Caldwell, Marcia Davenport, Martha Gellhorn, Edmund Wilson, Morley Callaghan, James Boyd et Thomas Boyd.  
Pleure, ô pays bien-aimé (1946) de Alan Paton est aussi une découverte de Perkins, comme l'écrivaine Dawn Powell (1896-1965). Son dernier poulain est James Jones, que Perkins persuade d'abandonner son travail en cours pour se consacrer à From Here to Eternity. 
À la fin des années 1940, la santé de Max Perkins décline et il meurt sans voir le succès de The Old Man and the Sea (1952), que Hemingway  dédie à sa mémoire.

### Mort etin memoriam
Max Perkins meurt le 17 juin 1947 à Stamford, Connecticut.
Outre sa courtoisie et son urbanité, Perkins était connu pour sa capacité à reconnaître un bon écrivain et à savoir l'encourager à produire la meilleure œuvre possible. Grâce à cette qualité que Vance Bourjaily (lui aussi un poulain de Perkins) a appelée « son infaillible perception de la structure d'une œuvre », Max Perkins a été à même de guider la main de plus d'un auteur.
La douceur de sa main sur les rênes a été vantée par plus d'un de ses poulains : ainsi Roger Burlingame expliquait à Malcolm Cowley du New Yorker : « Il ne vous dit jamais ce que vous devez faire. Au contraire, il vous suggère (et c'est là ce qui est extraordinaire) sans le mentionner, ce que vous avez vous-même envie de faire ». 
Dans sa biographie (qui a remporté le prix Pulitzer), Max Perkins: Editor of Genius, A. Scott Berg écrit : « Son jugement sur les œuvres littéraires était extraordinaire d'originalité et d'intelligence. Il était fameux pour sa façon d'inciter un auteur à donner ce qu'il avait de meilleur en lui ou en elle. Pour ses auteurs, il était plus un ami qu'un directeur, et il les aidait de multiples façons : à structurer leur livre si nécessaire, à trouver des titres, à inventer des intrigues. Il pouvait devenir psychologue, conseiller en amours ou en mariages,  organisateur de carrière, banquier. Peu d'éditeur avant lui avaient travaillé autant sur des manuscrits, et pourtant il professait sans cesse que "le livre appartient à l'auteur" ». 
La bonté et la finesse psychologique de Max Perkins, à mille lieues de ces éditeurs qui amputent ou réécrivent des chapitres, étaient donc très appréciées des auteurs.
Au cours de sa carrière, 68 livres (dont The Old Man and the Sea) lui ont été dédiés par ses auteurs.    
Max Perkins et son épouse Louise Saunders ont eu cinq filles. Max a été membre du Fox Club (Harvard).
Sa maison de famille (achetée en 1820) à Windsor, Vermont a été transformée en auberge en 2005 : The Snapdragon Inn (L'auberge des mufliers) dispose d'une salle d'exposition sur Max Perkins et sa famille. La maison personnelle de Max Perkins, sise à New Canaan dans le Connecticut, est classée monument historique.
Le film de Michael Grandage, sorti en 2016, Genius est adapté de la biographie écrite par A. Scott Berg, Max Perkins: Editor of Genius. Le scénario de John Logan présente la relation entre l'auteur Thomas Wolfe et son éditeur Max Perkins.